# Stadio pod Goricom
Lo stadio pod Goricom (in serbo Стадион под Горицом?, Stadion pod Goricom) è uno stadio situato a Podgorica, in Montenegro. Ha una capienza di 11 264 posti a sedere ed è prevalentemente usato per incontri di calcio. Ospita le partite casalinghe del Budućnost, ma è usato anche da altre squadre montenegrine per le competizioni europee, essendo l'unico impianto del Montenegro che soddisfa gli standard richiesti dalla UEFA.
Viene spesso usato come sede delle partite casalinghe della nazionale montenegrina, che qui ha disputato il suo primo incontro ufficiale, il 24 marzo 2007 contro l'Ungheria, partita terminata con il risultato di 2-1 per i montenegrini.

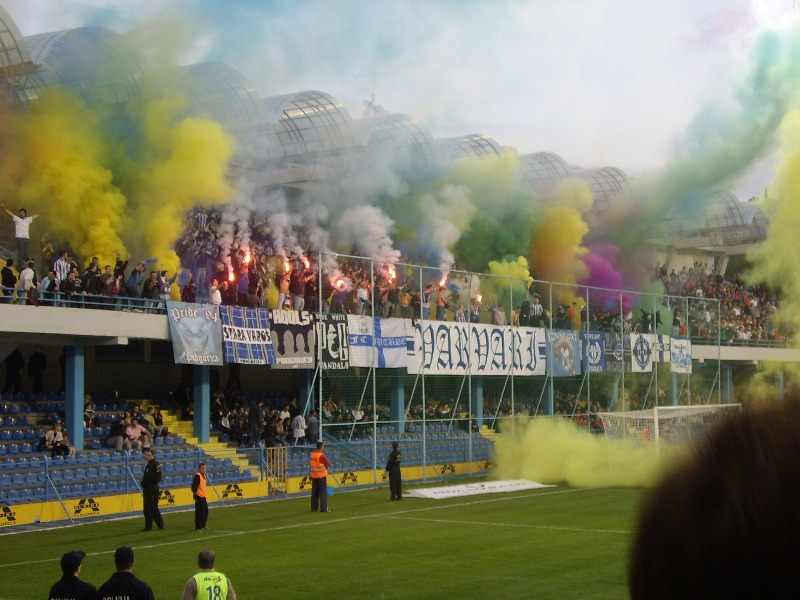
Tifosi del durante una partita del campionato montenegrino

## Storia
Lo stadio cittadino di Podgorica è stato costruito nel 1945, dopo la seconda guerra mondiale. Prima della guerra il Budućnost e altri club di Podgorica giocavano le loro partite in un campo vicino a quella località.
La capienza originaria dello stadio era di circa 5 000 spettatori. Lo stadio bruciò completamente nel 1952, ma fu successivamente ricostruito con una nuova capienza di circa 17 000 posti. Il nuovo stadio fu dotato di quattro tribune: ovest, est, sud e nord.
Nel 1989 furono installati i riflettori nello stadio cittadino di Podgorica (allora nota come Titograd). Negli anni '80 del XX secolo fu ricostruita la tribuna principale (ovest), dotata di 6 000 posti a sedere e una tettoia moderna.
Dopo lo scioglimento della Repubblica Socialista Federale di Jugoslavia, lo stadio fu sottoposto a ulteriori lavori di costruzione. La tribuna est fu demolita e fu edificata una nuova tribuna nord. La capacità dell'impianto fu ridotta a 12 000.
Il 27 marzo 2015 nello stadio si svolse una partita di qualificazione al campionato d'Europa 2016 tra Montenegro e Russia che fu sospesa dall'arbitro per minacce alla sicurezza dei giocatori. Il portiere russo Igor Akinfeev fu colpito alla testa da un fumogeno e fu ricoverato in ospedale. Alla Russia fu assegnata la vittoria per 3-0 su decisione della UEFA a seguito della sospensione della partita.
La tribuna nord è sede dei tifosi del Budućnost, i cosiddetti Varvari (barbari). Si tratta del più grande gruppo di ultras del Montenegro.